# Eliasz Komorowski
Eliasz Komorowski herbu Dołęga Odmienna (zm. 16 sierpnia 1659 roku) – chorąży wiłkomierski w latach 1652–1659, pisarz ziemski wiłkomierski w latach 1649–1652, cześnik wiłkomierski w  latach 1647–1649, dworzanin pokojowy Jego Królewskiej Mości, członek Rady Konsultacyjnej Litwy Szwedzkiej w latach 1655–1656 z powiatu wiłkomierskiego.
20 października 1655 roku podpisał ugodę kiejdańską. Był uczestnikiem antyszwedzkiej konfederacji powiatów: wiłkomierskiego, kowieńskiego i upickiego podczas pospolitego ruszenia w Kiejdanach 16 grudnia 1656 roku.